# 埃米莉·德克森
埃米莉·德克森（英語：Emily Dirksen，1969年4月28日—），美国女子赛艇运动员。她曾代表美国参加英国马瑟韦尔举行的1996年世界赛艇锦标赛，获得女子四人单桨无舵手金牌。